# Новомихайловка (Томський район)
Новомиха́йловка (рос. Новомихайловка) — присілок у складі Томського району Томської області, Росія. Входить до складу Воронинського сільського поселення.
Стара назва — Ново-Михайловка.

## Населення
Населення — 289 осіб (2010; 277 у 2002).
Національний склад (станом на 2002 рік):
- росіяни — 86 %